# جولييت غريكو
جولييت غريكو (بالفرنسية: Juliette Gréco)‏ (7 فبراير 1927 - 23 سبتمبر 2020)، هي مغنية وممثلة فرنسية.
ولدت يوم 7 فبراير 1927 في مدينة مونبلييه من أب أصوله تعود إلى كورسيكا، إسمه جيرارد غريكو، وكان ضابط شرطة، وأم من بوردو، اسمها جولييت لافايشين. 

## روابط خارجية
- جولييت غريكو على موقع IMDb (الإنجليزية)
- جولييت غريكو على موقع مونزينجر (الألمانية)
- جولييت غريكو على موقع ألو سيني (الفرنسية)
- جولييت غريكو على موقع ميوزك برينز (الإنجليزية)
- جولييت غريكو على موقع أول موفي (الإنجليزية)
- جولييت غريكو على موقع قاعدة بيانات الأفلام السويدية (السويدية)
- جولييت غريكو على موقع أول ميوزيك (الإنجليزية)
- جولييت غريكو على موقع ديسكوغز (الإنجليزية)
- جولييت غريكو على موقع قاعدة بيانات الفيلم (الإنجليزية)
- جولييت غريكو على موقع كينوبويسك (الروسية)